# За екраном
«За екраном» (англ. Behind the Screen; інша назва — The Pride of Hollywood) — американський короткометражний художній фільм, класична кінокомедія Чарлі Чапліна 1916 року.

## Сюжет
Роботяга Давид працює на кінозйомках помічником ледачого реквізитора Голіафа, а молода акторка безуспішно намагається отримати роль. На майданчику одночасно знімаються історична драма, детектив і комедія. Підсобні робітники оголошують страйк через те, що їх розбудили після обідньої перерви, і Давид змушений робити всю роботу за десятьох. Своєю старанністю і незграбністю він створює безліч смішних ситуацій і у результаті перетворює процес кінозйомки в цілковитий хаос. Страйкарі готують акцію протесту — вибух студії.

## У ролях
- Ерік Кемпбелл — Голіаф
- Чарльз Чаплін — Давид
- Една Перваєнс — дівчина
- Альберт Остін — працівник сцени

## Цікаві факти
- Фільм виходив у Великій Британії під назвою «Гордість Голлівуду» («The Pride of Hollywood»).
- Епізод із страйкуючими підсобними робітниками показує іронічне ставлення Чапліна до методів тодішньої профспілкової боротьби.